# 圣费利克斯 (瓦兹省)
圣费利克斯（法語：Saint-Félix，法語發音：[sɛ̃ feliks]）是法国瓦兹省的一个市镇，属于克莱蒙区。

## 地理
圣费利克斯（49°20'52"N, 2°17'8"E）面积5.13 平方千米，位于法国上法蘭西大區瓦兹省，该省份为法国北部内陆省份，北起索姆省，西接厄尔省和滨海塞纳省，南至塞纳-马恩省和瓦兹河谷省，东临埃纳省。
与圣费利克斯接壤的市镇（或旧市镇、城区）包括：埃耶、埃尔姆、翁丹维尔、埃地区拉纳维尔。
圣费利克斯的时区为UTC+01:00、UTC+02:00（夏令时）。

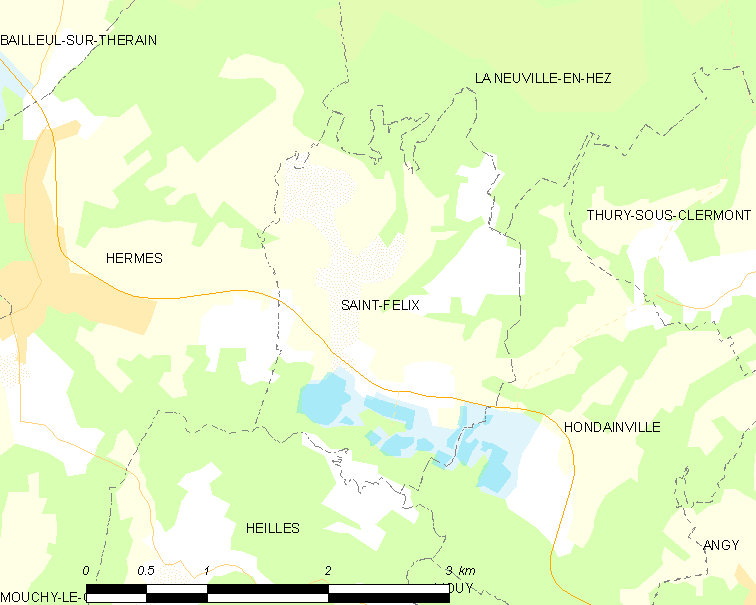
圣费利克斯的OSM定位图

## 行政
圣费利克斯的邮政编码为60370，INSEE市镇编码为60574。

## 政治
圣费利克斯所属的省级选区为穆伊县。

## 人口

1962-2008年间圣费利克斯人口变化图示

圣费利克斯于2022年1月1日时的人口数量为618人。